# Le Petit (Maupassant)
Le Petit est une nouvelle de Guy de Maupassant, parue en 1883.

## Historique
Le Petit est initialement publiée dans la revue Le Gaulois du 19 août 1883, puis dans le recueil  Contes du jour et de la nuit en 1885. 

## Résumé
M. Lemonnier est un homme bon, sincère, vivant confortablement d’un commerce de draperies qui fonctionne bien. Quand il perd sa femme, il se remarie avec une voisine pauvre, persuadé qu’elle l’aime pour ce qu’il est. Il ne voit pas malice aux fréquentes visites que fait M. Duretour à sa nouvelle épouse et quand, cinq ans plus tard, elle meurt en couches, il est persuadé qu’il est le père de l’enfant.
Le petit Jean grandit entre un père qui lui passe tous ses caprices et M. Duretour qui le couvre de cadeaux. L’enfant souffre d’anémie. Le médecin lui impose des soupes et de la viande. Or il n’accepte que les sucreries. Quand la bonne (Céleste) lui donne de force de la soupe, M. Lemonnier la chasse. Elle lui crie à la figure qu’il n’est pas le père de l’enfant et qu’il est la risée du quartier.
Il se suicide en laissant une lettre où il confie Jean à M. Duretour.

## Éditions
- Le Petit, dans Maupassant, Contes et Nouvelles, tome I, texte établi et annoté par Louis Forestier, éditions Gallimard, Bibliothèque de la Pléiade, 1974  (ISBN 978-2-07-010805-3).

## Lienx externes
- Ressource relative à la littérature :   - NooSFere